# Michael Heinloth
Michael Heinloth (* 9. Februar 1992 in Roth) ist ein deutscher Fußballspieler. Er stand zuletzt beim FC Ingolstadt 04 unter Vertrag.

## Karriere
Heinloth wechselte 2003 von der DJK Allersberg zum 1. FC Nürnberg. Bis 2011 wurde er in den Jugendmannschaften eingesetzt, ab der Saison 2010/11 auch in der zweiten Mannschaft in der Regionalliga Süd. Im Sommer 2013 wechselte er zum damaligen Zweitligisten SC Paderborn 07. Heinloth unterschrieb einen Zweijahresvertrag mit Option auf ein weiteres Jahr. Sein Profidebüt gab er am 10. August 2013 (3. Spieltag) beim 1:1-Unentschieden im Heimspiel gegen den 1. FC Köln; dabei bereitete er die Paderborner 1:0-Führung durch Markus Krösche vor. Mit dem SCP wurde er Tabellenzweiter der Saison 2013/14 und stieg in die Bundesliga 2014 auf.
Zur Saison 2016/17 wechselte Heinloth zum niederländischen Erstligisten NEC Nijmegen, für den er in zwei Jahren 48 Ligaeinsätze bestritt. Anschließend spielte der Verteidiger eine Saison lang in der höchsten polnischen Spielklasse beim Aufsteiger Zagłębie Sosnowiec, konnte jedoch mit dem Verein nicht die Klasse halten.
Der FC Ingolstadt 04, seinerseits in die 3. Liga abgestiegen, verpflichtete den Defensivspieler zur Saison 2019/20 und stattete ihn mit einem bis Juni 2021 gültigen Vertrag aus.